# Bigelf
Bigelf est un groupe américain de rock et metal progressif, originaire de Los Angeles, en Californie. Le groupe compte au total quatre albums studio.

## Historique
En 1991, Damon Fox et Richard Anton créent le groupe. La formation originelle de Bigelf comprend Damon Fox (voix/claviers/guitare), A.H.M. Butler-Jones (voix/guitare), Richard Anton (voix/basse) et Thom Sullivan (batterie). Le quatuor enregistre alors son premier EP intitulé Closer to Doom au printemps 1995 qui contient six pistes, coproduit par Sylvia Massy. Closer to Doom est publié en 1996 et élève les membres de Bigelf au rang de « pères » de ce mouvement progressif psychédélique qui engendre par la suite la scène stoner rock de Los Angeles. La première formation change lorsque Sullivan partit pour être remplacé par Steve « Froth » Frothingham, fin 1995, suivi peu après par le membre fondateur Richard Anton qui quitte le groupe à son tour.
Continuant en trio, ils enregistrent Money Machine durant l'été 1997. Le label prog et heavy metal suédois Record Heaven finit par le sortir en 2000. Ceci conduit le groupe en tournée en Scandinavie où il redevient un quatuor en accueillant le bassiste finlandais Duffy Snowhill. En 2001, Ace Mark (également originaire de la Finlande) se joint au groupe en remplacement de Butler-Jones (qui quitte Bigelf après l'EP Goatbrisge Palace incluant quatre pistes live enregistrées en Suède en décembre 2000). Repartant avec de solides fondations, Bigelf signe chez Warner Music Sweden et sort l'album Hex l'année suivante. Bigelf obtient son statut de groupe culte outre-mer, notamment en Europe du Nord.
En août 2008, sort Cheat the Gallows, leurs débuts chez Custard Records. L'album inclut le single principal Money, It's Pure Evil. En 2009, Bigelf tourne avec Dream Theater à leur tournée Progressive Nation 2009. Ils sont annoncés en Europe avec Opeth et Unexpect entre septembre et novembre ; cependant Pain of Salvation et Beardfish sont forcés d'annuler leur participation à la suite de la faillite de leur label SPV. Bigelf était aussi prévu en Amérique du Nord aux côtés de Zappa Plays Zappa entre juillet et août. Le groupe joue encore aux côtés de Dream Theater pendant leur tournée mexicaine, canadienne et sud-américaine en mars 2010. En avril 2010, Bigelf joue en soutien à Porcupine Tree à leur tournée américaine.
Après son renvoi de Custard Records, le groupe se met en pause pendant une durée indéterminée après sa tournée au Japon en août 2010.
En septembre 2012, Fox annonce sur Facebook un nouvel album de Bigelf. Le 3 avril 2013, Inside Out Music annonce la signature de Bigelf et la sortie de leur nouvel album en fin d'année. Fox recrute l'ancien batteur de Dream Theater, Mike Portnoy, pour jouer sur l'album Into the Maelstrom. Le guitariste Luis Maldonado est aussi invité à prendre part à l'album et à jouer avec le groupe au Progressive Nation du 18 au 22 février 2014, et à quelques festivals en été. En octobre 2014, le guitariste John Wesley de Porcupine Tree et Mike Portnoy rejoint Bigelf en hiver 2014 à leur tournée européenne Into the Maelstrom.

## Membres

### Membres actuels
- Damon Fox - chant, claviers, guitare (depuis 1991)
- Duffy Snowhill - basse (depuis 2000)
- Luis Maldonado - guitare (depuis 2013)
- Baron Fox - batterie (depuis 2014)

### Anciens membres
- Richard Anton - chant, basse (1991–1996)
- Thom Sullivan - batterie (1991–1995)
- A.H.M. Butler-Jones - chant, guitare, piano (1992–2001)
- Steve « Froth » Frothingham - batterie (1995–2010)
- Ace Mark - guitare (2002–2010)

### Membres live
- Mike Portnoy - batterie (en session et concert) (2013–2014)
- John Wesley - guitare (2014)